# Brachyglossina hassan
Brachyglossina hassan är en fjärilsart som beskrevs av Claude Herbulot 1975. Brachyglossina hassan ingår i släktet Brachyglossina och familjen mätare. Inga underarter finns listade i Catalogue of Life.